# Лідія Веллар
Ноемі-Лідія Гудебін-Веллар (фр. Noémie-Lidie Hudebine-Vellard; 18 березня 1875 Розьєр-ан-Бос, Луаре, Франція — 17 вересня 1989, Сен-Сіжисмон, Луаре, Франція) — французька супердовгожителька. На момент своєї смерті була другою найстарішою людиною у світі. Через те, що Жанна Кальман була на місяць старшою за неї, Веллар ніколи не мала титулу «Найстарішої людини у світі».. Померла у віці 114 років, 183 дня.

## Життєпис
Ноемі-Лідія Гудебін народилася 18 березня 1875 року у муніципалітеті Розьєр-ан-Бос, Луаре, Франція. Вона вийшла заміж за Поля Веллара в кінці 1890-х років. Вони переїхали до міста Сен-Сіжисмон, Луаре, Франція у 1898 році, де Лідія прожила до кінця життя. Її дочка Маргеріт народилася у 1900 році. Лідія та її чоловік Поль займалися фермерством.
Лідія Веллар померла 17 вересня 1989 року в рідному селі Сен-Сіжисмон у віці 114 років і 183 днів. Вона входить в число топ-100 найстаріших повністю верифікованих людей в історії.